# Chelonus rohdendorfi
Chelonus rohdendorfi är en stekelart som beskrevs av Vladimir Ivanovich Tobias 1991. Chelonus rohdendorfi ingår i släktet Chelonus och familjen bracksteklar. Inga underarter finns listade i Catalogue of Life.